# Astilbe okuyamae
Astilbe okuyamae är en stenbräckeväxtart som beskrevs av Kanesuke Hara. Astilbe okuyamae ingår i släktet astilbar, och familjen stenbräckeväxter. Inga underarter finns listade i Catalogue of Life.